# Династия 2: Семья Колби
«Династия 2: Семья Колби» (The Colbys или Dynasty II: The Colbys) — американский телесериал, спин-офф к телесериалу «Династия», транслировавшийся на канале Эй-би-си (ABC) с 20 ноября 1985 года по 26 марта 1987 года. Продюсером спин-оффа также стал Аарон Спеллинг. Сериал повествует о жизни могущественного клана Колби, представители которого в разные времена дружили, враждовали и имели родственные связи с Кэррингтонами.

## Сюжет
Глава семейства — влиятельный и могущественный Джейсон Колби (Чарлтон Хестон), родной брат Филиппа, Констанции (Барбара Стэнвик) и Сесила Колби (Ллойд Бочнер), одного из центральных персонажей оригинального сериала «Династия», и его близкие: жена Сэйбл (Стефани Бичем), дети Майлз (Максвелл Колфилд), Моника (Трейси Скоггинс) и Близ (Клер Ярлетт), оказываются втянутыми в водоворот событий, связанных с совместным проектом Джейсона и Блейка Кэррингтона по добыче и перевозу нефти.
Джейсон, который по ошибке врачей считает, что ему осталось жить несколько месяцев, пытается осуществить своё «последнее» дело, а кроме того сплотить семью. Дело осложняется вмешательством в проект "Кэррингтон-Колби" богатого авантюриста Зака Пауэрса (Риккардо Монтальбан), который ненавидит семью Колби за гибель своего отца и вынуждает Джейсона сотрудничать.
Старшая сестра Джейсона - Констанс Колби решает соблюсти справедливость и передает свою долю в семейной компании «Колби Интерпрайзес» племяннику — Джефу Колби (Джон Джеймс), сыну своего младшего брата Филиппа, погибшего во Вьетнаме. Получив долю, Джеф приезжает в Лос Анджелес, к неудовольствию Джейсона и Сэйбл, которая считает, что Констанс нарушила права её детей и в первую очередь её любимца Майлза.
Констанс в свою очерь ведет двойную жизнь: она ведет тихие встречи с "Хатчем" Корриганом и скрывает от него, что является богатой владелицей "Колби Интерпрайзес".
Тем временем Майлз возвращается в отчий дом вместе с молодой женой Рэндал, которая оказывается потерявшей память Фэллон Кэррингтон Колби (Эмма Сэммс), бывшая жена Джеффа, исчезнувшая из Денвера в день их повторной свадьбы.
Ради Джеффа Констанс также приглашает в Лос-Анджелес его мать — Франческу Скотт Колби Гамильтон (Кэтрин Росс), которая уехала когда Джефф был совсем маленьким, за что он на неё всю жизнь был обижен. В действительности Франческа была вынуждена отдать Джеффа на попечение его дяди Сесила Колби, который настоял на этом чтобы воспитать мальчика как настоящего Колби, обещая Франческе оставить Джеффу в наследство долю в его компании "Колби-Ко" (что и произошло в 3 сезоне оригинального сериала «Династия»).
Фэллон/Рэндал постепенно пытается вспомнить свое прошлое. Чтобы ускорить процесс, Джефф приглашают их сына - Блейка Кэррингтона младшего и ее отца - Блейка Кэррингтона старшего, однако это не помогает. С течением времени она все же вспоминает, что у нее есть сын и любимый муж. Фэллон не может определиться кого она любит больше Майлза или Джеффа. Она пытается понять почему потеряла память и выясняет, что ее подсознание заблокировало воспоминания, т.к. ей было стыдно от того, что она думала, что ее брат - Адам Кэррингтон, хотел ее изнасиловать в день свадьбы. Блейк младший заболевает и Фэллон окончательно возвращается к Джеффу.
Зак Пауэрс пытается отомстить за свою семью и всячески подставляет семью Колби, вместе с тем соблазняя Сэйбл (до конца остается не понятным любит ли он ее или использует в своих целях). В конце сезона Сэйбл падает с лестницы и в злости на Джейсона арестовывает его, якобы за побои. Зак также использует своего племянника Шона Макалистера в качестве шпиона на Колби. Шон влюбляется в Близ (младшую дочь Колби) и не хочет больше следить для Зака, но об их заговоре узнает Близ. Шон уезжает из города.
Между Джейсоном и его невесткой Франческой вновь вспыхивают чувства и его брак с Сэйбл разваливается. Сэйбл всеми правдами и неправдами хочет отобрать долю Джеффа и подает в суд. Выясняется, что Джейсон, а не его брат Филипп (не мог иметь детей), на самом деле отец Джеффа, а  Джейсон всю жизнь любил младшую сестру своей жены - Франческу.
Еще до аннулирования брака, Майлз в пьяном состояние насилует Фэллон и в конце сезона, срок беременности указывает, что отцом ребенка может быть как Джефф, так и Майлз.
Моника хочет независимости и становится директором звукозаписывающей компании Доменик Деверо - "Тайтания", также она заводит отношения с женатым коллегой, а в конце сезона застает его в постели с женой (хотя тот утверждал, что не любит ее). Моника берет самолет отца и терпит крушение.
Во втором сезоне Джейсону удается развестись с Сэйбл. Она сожительствует с Заком Пауэрсом (позже он делает ей предложение) и пытается вставлять палки в колеса Джейсону. На Франческу совершают покушение (однако все думают, что пытаются убить Джейсона в связи с космическим проектом "И.Р.И.С.").
Обнаруживается, что у Моники есть восьмилетний сын - Скотт, от сенатора Вашингтона Кэша Кесседи. Она была слишком молода для материнства и Кони устроили Скотта в семью Кесседи. Новая встреча Маники и Кэша открывает их старые чувства. Жена Кэша - Эдриан (увлекается алкоголем и склонна к суициду), не намерена отдавать Скотта Монике. Позже Скотт случайно узнает, что Моника его мать. В конце сезона Сэйбл, по сути, похищает своего первого и единственного внука Скотта.
Джефф и Майлз продолжают борьбу за Фэллон и будущего ребенка, вплоть до ситуаций, угрожающих жизни. Майлза встречает Ченнинг, которая является шпионом издательства Картер. Они женятся по любви, однако Ченнинг говорит что не может иметь детей (на самом деле она принимает противозачаточные, т.к. не хочет умереть во время родов как ее мать). Ситуация осложняется тем, что Майлз узнает, что может быть отцом ребенка Фэллон. Фэллон падает с лестницы и у нее начинаются преждевременные роды. Девочка рождается слабой, но отчаянно борющейся за жизнь.
Тест на отцовство показывает, что Джефф на 99,4% является отцом ребенка. Ченнинг, видя как из-за этого страдает Майлз, и решает отказаться от противозачаточных. Майлз узнает о её секрете, но в итоге Ченнинг беременеет и они рады. Однако в конце сезона, она не справляется со своим страхом и звонит из аэропорта Майлзу в слезах, сообщая, что собирается сделать аборт.
Близ влюбляется в русского солиста балета Николая Ростова и помогает ему остаться в "свободной Америке". Пара претерпевает трудности в отношениях: сначала у Близ появляется соперница, а позже Коля сообщает, что для него понятие "свободной Америки" не включает брак. Однако позже Коля все же делает Близ предложение.
Констанция и Хатч погибают в авиакатастрофе в Индии, при этом, до аварии Кони сняла со своего счета 2 млн $ и преследовалась неким Хойтом Паркером. Джефф и Майлз пытаются раскрыть эту тайну. По завещанию Констанс передает Майлзу свой пакет акций с правом голоса.
Во время бракосочетания Франчески и Джейсона они видят живого Филиппа. Свадьба отложена. Фрэнки не может справиться с нахлынувшими чувствами из прошлого и Джейсон застает целующихся Филиппа и Фрэнки. Выясняется, что Хойт Паркер (он же и совершил покушение на Фрэнки) это не кто иной как Филипп Колби (на войне он попал в плен, а после бежал с другом в другой город, когда друг умер Филипп взял его имя); он задолжал азиатскому оружейному картелю 2 миллиона долларов. Фрэнки не хочет причинять никому боль и уезжает в отель. Филипп принуждает ее ехать с собой. Джейсон и Джефф преследуют их на вертолете из-за чего случается авария. Франческа признается Джейсону в любви и, похоже, умирает. Филиппа нигде нет.
Фэллон застревает в пустыне при поисках Франчески и ночью ее похищают инопланетяне.

## Персонажи и исполнители ролей

### Семья Колби
- Констанция (Констанс) «Кони» Колби Паттерсон, старшая сестра Джейсона, Сесила и Филиппа, сопредседатель «Колби-Интерпрайзес» — Барбара Стэнвик
- Джейсон Колби, нефтяной магнат, глава «Колби-Интерпрайзес» — Чарлтон Хестон
- Изабелла «Сэйбл» Колби, жена Джейсона Колби — Стефани Бичем
- Франческа «Фрэнки» Скотт Колби Гамильтон Лэнгдон, младшая сестра Сэйбл, мать Джеффа Колби — Кэтрин Росс
- Филипп Колби (он же торговец оружием Хойт Паркер), младший брат Кони, Сесила и Джейсона, пропавший без вести на Вьетнамской войне, первый муж Франчески — Майкл Паркс
- Джефф Бродерик Колби, сын Джейсона и Франчески (на начало сериала - племянник Джейсона), племянник Констанс, Сесила, Филиппа по отцу и Сэйбл по матери, зять Блэйка Кэррингтона — Джон Джеймс
- Майлз Эндрю Колби, сын Джейсона и Сэйбл — Максвелл Колфилд
- Моника Колби, дочь Джейсона и Сэйбл, сестра-близнец Майлза — Трэйси Скогинс
- Близ Колби, младшая дочь Джейсона и Сэйбл — Клэр Ярлетт
- Фэллон Кэррингтон Колби (она же Рэндал Колби), жена Майлза, затем снова жена Джеффа — Эмма Сэммс
- Чаннинг Картер Колби, вторая жена Майлза — Ким Морган Грин
- Эл-Би Колби, сын Джеффа и Фэллон, внук Блэйка Кэррингтона, Алексис, Джейсона и Франчески — Брэндон Блум

### Семья Кэррингтон
Вначале первого сезона было множество кроссоверов с участием представителей "Династии". Режиссёры хотели участия Джоан Коллинз, но та категорически отказала, мотивируя это тем, что начнется "массовая путаница между двумя шоу», также она побудила своих коллег по "Династии" более не участвовать в этом проекте.
- Блейк Александер Кэррингтон, нефтяной магнат, глава «Денвер-Кэррингтон», отец Фэллон — Джон Форсайт
- Стивен Дэниел Кэррингтон, младший брат Фэллон — Джек Коулман
- Адам Александр Кэррингтон, старший брат Фэллон  — Гордон Томсон
- Доминик Деверо, сестра Блейка по отцу, тетя Фэллон, певица, владелица отеля, президент звукозаписывающей компании «Тайтания» — Дайан Кэрролл

### Семья Кэсседи
- Кэш Кесседи, сенатор — Джеймс Хотон
- Адриана Кесседи, супруга Кэша, приемная мать Скотта — Шэнна Рид
- Скотт Кесседи, сын Моники и Кэша — Колеби Ломбардо

### Прочие персонажи
- Зак Пауэрс, богатый судовладелец-авантюрист, знаток искусства, основной антагонист сериала — Рикардо Монтальбан
- Шон Макаллистер, племянник Зака Пауэрса, любовник Близ — Чарльз Ван Эман
- Спиро Коралес, пасынок Зака Пауэрса — Рэй Уайз
- Николай Ростов, танцор из СССР, любовник Близ — Эдриан Пол
- Анна Ростова, сестра Николая, танцовщица — Анна Левайн
- Александр «Саша» Маленков, агент КГБ СССР — Джадсон Скотт
- Гарретт Бойдстон, адвокат семьи Колби, первая любовь Доменик — Кэн Говард
- Джон Моретти, помощник окружного прокурора штата Калифорния  — Винсент Багетта
- Артур Кейтс, адвокат Сейбл Колби и Констанс Колби — Питер Уайт
- Лорд Роджер Лэнгдон, британский дипломат и третий муж Франчески — Дэвид Хедисон
- Генри "Хатч" Корриган, ковбой, близкий друг Констанс Колби — Джозеф Кампанелла
- Уэйн Мастерсон, слепой певец, влюбленный в Монику — Гари Моррис
- Нил Киттредж, вице-президент компании «Тайтания», любовник Моники — Филипп Браун
- Лукас Картер, дядя Ченнинг, руководитель издательской империи Картер — Кевин Маккарти
- Хендерсон Палмер, дворецкий семьи Колби  — Иван Бонар
- Энид Палмер, супруга Хендерсона и горничная семьи Колби — Элисон Эванс

## Интересные факты
- События в сериале «Династия II. Семья Колби» идут параллельно событиям 6 и 7 сезонов «Династии».
- Сериал продержался два сезона и был закрыт из-за низких рейтингов.
- Последняя роль актрисы Барбары Стэнвик. Она покинула проект из-за конфликта с продюсерами. Несмотря на уход актрисы её персонаж продолжает жить за кадром в определенное время и погибает во втором сезоне.
- После закрытия Джефф и Фэллон возвращаются в оригинальный сериал, туда же переходят к 9 сезону Сэйбл и Моника. Майлз Колби появляется снова в мини-сериале «Династия: Примирение». О судьбе других представителях семьи Колби можно узнать в 9 сезоне.